# Srećko
Srećko (kyrillisch: Срећко; serbisch) bzw. Srečko (slowenisch) ist ein südslawischer männlicher Vorname, der überwiegend in den Staaten des früheren Jugoslawiens verbreitet ist.

## Herkunft
Der Name Srećko bzw. Srečko kommt von štokavisch sreća / slowen. sreča (Glück) und heißt auf Deutsch übersetzt „Glückspilz“, „Glücklicher“.

## Namenstag
Der Namenstag ist am 14. Januar.

## Bekannte Namensträger
- Srećko Bogdan (* 1957), kroatischer Fußballspieler und -trainer
- Srečko Katanec (* 1963), slowenischer Fußballspieler und -trainer
- Srećko Lisinac (* 1992), serbischer Volleyballspieler